# Rafael (Fußballspieler, 1978)
Rafael (* 1. August 1978 in Criciúma; voller Name Rafael Pires Vieira) ist ein ehemaliger brasilianischer Fußballspieler.

## Laufbahn
Rafael begann seine Karriere in Finnland bei HJK Helsinki, wo er 1997 Landesmeister wurde und den Ligapokal gewann. Zudem holte er sich 1997 mit 11 Treffern in der Veikkausliiga den Titel des Torschützenkönigs. Nach mehreren Jahren bei HJK und FC Jazz Pori wechselte er 2000 zum SC Heerenveen. Dort konnte er sich allerdings nicht durchsetzen und kam in zwei Spielzeiten auf nur acht Einsätze. 2002 schloss er sich dem türkischen Klub Denizlispor an. Auch hier brachte er es nur auf drei Spiele, so dass er beschloss, wieder nach Finnland zurückzukehren. Nach einer Saison beim Drittligisten Forssan JK, in der er Torschützenkönig der Liga wurde, wechselte er 2005 zurück in die Veikkausliiga zum FC Lahti. Mit diesem Klub gewann er 2007, 2013 und 2016 den Ligapokal. Nach insgesamt zwölf Jahren in Lahti wechselte er im Januar 2017 mit mittlerweile 38 Jahren weiter zum Drittligisten Mikkelin Kissat. Dort beendete er nach der Saison 2019 seine aktive Karriere und wurde anschließend noch für vier Monate Co-Trainer des Vereins.